# Spartak-Stadion (Nowosibirsk)
Das Spartak-Stadion (russisch Спартак (стадион, Новосибирск)) ist ein Fußballstadion mit Leichtathletikanlage in der russischen Stadt Nowosibirsk, Sibirien. Es bietet Platz für 12.567 Zuschauer und war bis zur Auflösung im Jahr 2019 die Heimspielstätte des Fußballvereins FK Sibir Nowosibirsk. Das Spielfeld ist mit einem Kunstrasen inklusive Rasenheizung ausgestattet.

## Geschichte

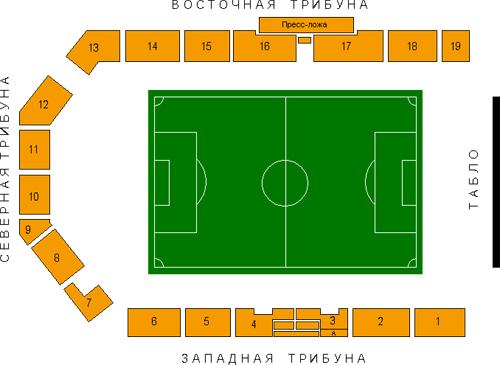
Tribünenplan des Spartak-Stadions

Das Spartak-Stadion in Nowosibirsk wurde von 1925 bis 1927 erbaut und am 8. August des Jahres anlässlich der dritten sibirischen Spiele eröffnet. Es ist ein Mehrzweckstadion, in dem neben Fußball auch Leichtathletikwettbewerbe ausgetragen werden können. Außerdem besitzt das Spartak-Stadion in seinem Areal Spielstätten für Basketball, Volleyball, Tennis, Fechten und Anderes. Der Hauptnutzer des Stadions war der Fußballverein FK Sibir Nowosibirsk, der in der Saison 2010 in der Premjer-Liga und in dieser Spielzeit durch den Einzug ins Pokalfinale ein Jahr zuvor auch an der Qualifikation zur UEFA Europa League teilnahm.
Das Stadion ist eines der ältesten Gebäude in Nowosibirsk. Es wurde über einem ehemaligen Friedhof errichtet, sodass bei Ausgrabungen beim Bau des Stadions Überreste menschlicher Knochen gefunden wurden. Die direkt neben dem Stadion gelegene Metro-Station "Sibirskaja" verbindet die Anlage mit anderen Teilen der Stadt. Im Februar 2010 bestimmten ranghohe russische Fußballfunktionäre bei der Klassifizierung der Stadien, dass es sich in Nowosibirsk um ein Stadion der Kategorie 1B handelt, also die dritthöchste Kategorie nach „Elitestadion“ und „1A“.
2004 erhielt die Sportstätte den ersten Kunstrasen, der 2010 erneuert wurde. Im Jahr darauf wurde eine LED-Videowand an der offenen Südseite aufgestellt. Zwischen 2006 und 2008 war das Spartak-Stadion in Nowosibirsk immer wieder Austragungsort für ein Jugendturnier in der Region Nowosibirsk, an dem unter anderem auch die Jugendmannschaften von Ajax Amsterdam, Olympique Marseille, Celta Vigo, Legia Warschau oder dem PFK ZSKA Moskau, aber auch eine Jugendauswahl von Sibirien teilnahmen.